# Джабанак

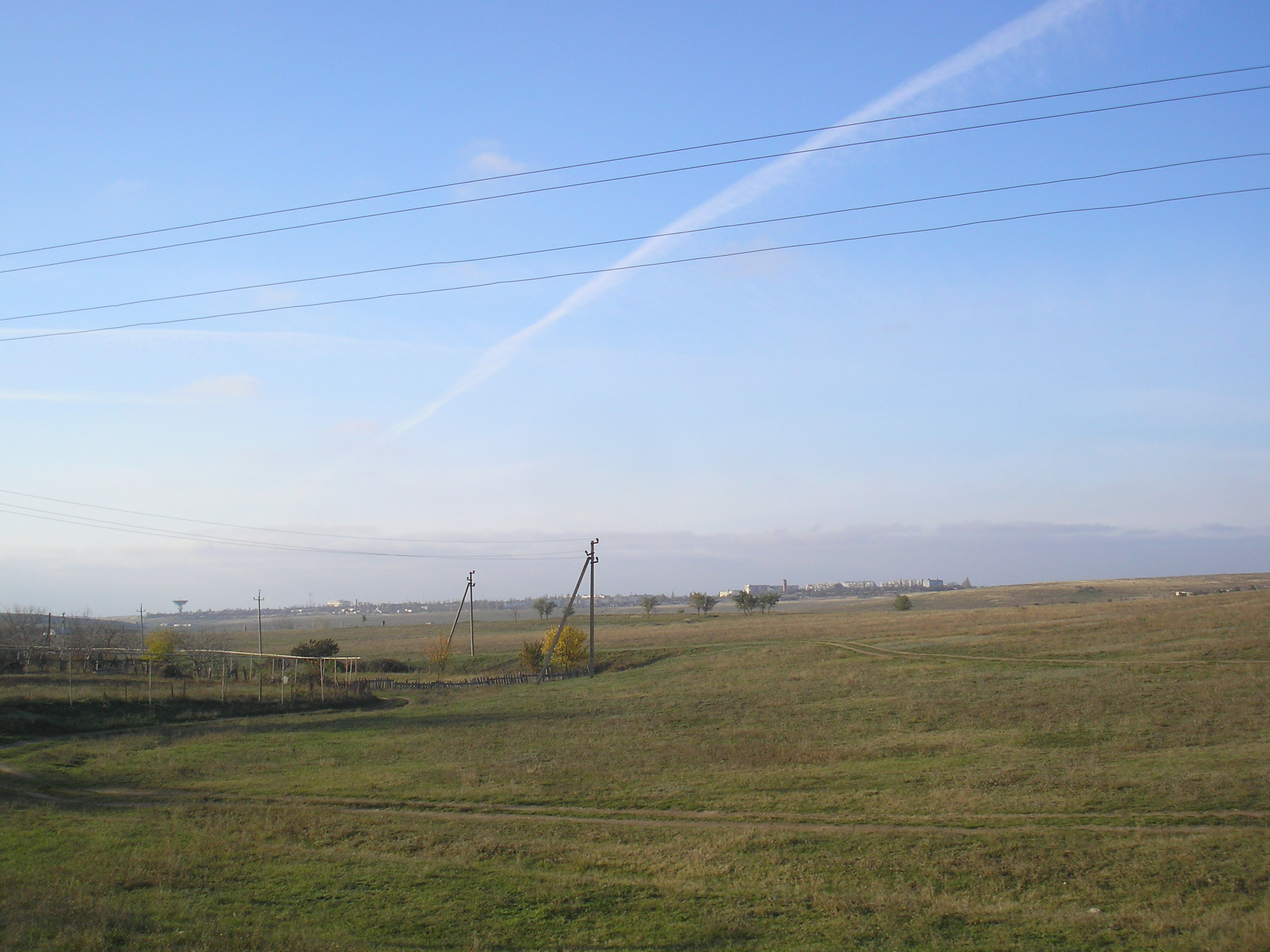
Посёлок Школьное на месте Джабанака

Джабанак (также Таки́л-Джабана́к татарский; укр. Джабанак, крымскотат. Cabanaq, Джабанакъ) — исчезнувшее село в Симферопольском районе Крыма, располагавшееся в центре района, на месте современного посёлка Школьное.

## История
Первое документальное упоминание села встречается в Камеральном Описании Крыма… 1784 года, судя по которому, в последний период Крымского ханства Джабанак (записано как Бабатак) входил в Акмечетский кадылык Акмечетского каймаканства. После присоединения Крыма к России (8) 19 апреля 1783 года, (8) 19 февраля 1784 года, именным указом Екатерины II сенату, на территории бывшего Крымского Ханства была образована Таврическая область и деревня была приписана к Евпаторийскому уезду. После Павловских реформ, с 1796 по 1802 год, входила в Акмечетский уезд Новороссийской губернии. По новому административному делению, после создания 8 (20) октября 1802 года Таврической губернии, Джабанак был включён в состав Тулатской волости Евпаторийского уезда.
По Ведомости о волостях и селениях, в Евпаторийском уезде с показанием числа дворов и душ… от 19 апреля 1806 года, в Джабанаке числилось 19 дворов и 97 человек, исключительно крымских татар, а земля принадлежала местным жителям. На военно-топографической карте 1817 года Джабанак обозначен с 19 дворами. После реформы волостного деления 1829 года Джабанак, согласно «Ведомости о казённых волостях Таврической губернии 1829 года» отнесли к Темешской волости (переименованной из Тулатской). На карте 1836 года в деревне 20 дворов, как и на карте 1842 года.
В 1860-х годах, после земской реформы Александра II, деревню приписали к Сакской волости. В «Списке населённых мест Таврической губернии по сведениям 1864 года» деревня не записана (видимо. опустела, в результате эмиграции крымских татар, особенно массовой после Крымской войны 1853—1856 годов, в Турцию
), а на трехверстовой карте 1865—1876 года в Джабанаке числится 1 двор. В «Памятной книге Таврической губернии 1889 года», по результатам Х ревизии 1887 года, записан Джабанак уже с 23 дворами и 126 жителями, а на подробной карте 1892 года в Джабанаке — 28 дворов с татарским населением. Согласно «…Памятной книжке Таврической губернии на 1892 год», в деревне Джабанак, входившей в Юхары-Джаминское сельское общество, числилось 66 жителей в 12 домохозяйствах.
Земская реформа 1890-х годов в Евпаторийском уезде прошла после 1892 года, в результате Джабанак приписали к Камбарской волости.
По «…Памятной книжке Таврической губернии на 1900 год» в деревне числилось 153 жителя в 24 дворах, в 1905 году было открыто медресе. По Статистическому справочнику Таврической губернии. Ч.II-я. Статистический очерк, выпуск пятый Евпаторийский уезд, 1915 год, в деревне Джабанак Камбарской волости Евпаторийского уезда числилось 16 дворов со смешанным населением без приписных жителей, но с 85 — «посторонними», из которых 49 мужчин и 36 женщин. 1 двор имел 250 десятин земли, 15 — безземельные. В хозяйствах имелось 40 лошадей, 2 волаПолужирное начертание, 12 коров и 160 голов мелкого скота.
После установления в Крыму Советской власти, по постановлению Крымревкома от 8 января 1921 года была упразднена волостная система и село включили в состав вновь созданного Сарабузского района Симферопольского уезда, а в 1922 году уезды получили название округов. 11 октября 1923 года, согласно постановлению ВЦИК, в административное деление Крымской АССР были внесены изменения, в результате которых был ликвидирован Сарабузский район и образован Симферопольский и село включили в его состав. Согласно Списку населённых пунктов Крымской АССР по Всесоюзной переписи 17 декабря 1926 года, в селе Такил-Джабанак татарский, Такил-Джабанаккого сельсовета Симферопольского района, числилось 70 дворов, все крестьянские, население составляло 298 человек, из них 238 крымских татар, 49 русских, 11 немцев, действовала татарская школа. На километровой карте Генштаба Красной армии 1941 года, в которой за картооснову, в основном, были взяты топографические карты Крыма масштаба 1:84000 1920 года и 1:21000 1912 года, Такил-Джабанак татарский ещё отмечен, а уже на двухкилометровке 1942 года на месте села ничего нет.

### Динамика численности населения
| - 1806 год — 97 чел. - 1889 год — 126 чел. - 1892 год — 66 чел. | - 1900 год — 153 чел. - 1915 год — 0/84 чел. - 1926 год — 298 чел. |